# Klokocsina
Klokocsina (szlovákul: Klokočina) Nyitra városrésze Szlovákiában, a Nyitrai kerületben, a Nyitrai járásban.

## Fekvése
Nyitra központjától 4 km-re nyugatra fekszik.

## Története
A városrész a 20. század utolsó évtizedeiben épült fel.

## Nevezetességei
- Modern római katolikus temploma 1993-ban épült.

## Külső hivatkozások
- Nyitra város hivatalos oldala
- A nyitra-klokocsinai egyházközség oldala
- A klokocsinai városrész honlapja
- Klokocsina Szlovákia térképén